# Cleveïta
La cleveïta és una variant impura i també radioactiva de la uraninita, que conté urani i que es troba a Noruega. Té la composició de diòxid d'urani (UO₂). Aproximadament té el 10% d'urani substituït per elements de les terres rares. Rep aquest nom del químic suec Per Teodor Cleve.
La cleveïta va ser la primera font coneguda de l'heli, el qual es forma per desintegració alfa de l'urani. La primera mostra d'heli la va obtenir William Ramsay el 1895 quan va tractar una mostra de cleveïta amb un àcid. Cleve i Abraham Langlet van aïllar heli a partir de la cleveïta gairebé ensems.
La itrogummita és una variant de cleveïta que també es troba a Noruega.